# Ștefan Andrei
Ștefan Andrei (Oltenia, 29 de marzo de 1931 – Snagov, 31 de agosto de 2014) fue un político comunista rumano que ocupó el cargo de ministro de Asuntos Exteriores desde 1978 hasta 1985. Fue arrestado en 1989 en el Revolución rumana contra el régimen de Nicolae Ceaușescu.

## Biografía
Andrei nació en el seno de una familia pobre de Oltenia, del mismo lugar del líder comunista Nicolae Ceaușescu. De pequeño era pastor pero, dispuesto a continuar su educación, finalmente se abrió camino en dirección al Comité Central del Partido Comunista Rumano. Su tesis doctoral en la universidad cubrió el tema de los movimientos comunistas internacionales y luego fue utilizada como referencia en el comité central. Uno de sus artículos sobre el socialismo lo publicó días antes de la visita oficial del Secretario general del Partido de China, Hu Yaobang, del que dijo:

No se puede negar el carácter socialista de un país u otro. El socialismo construido en un país no puede oponerse al socialismo de otros países o al socialismo que se construirá en el futuro.

Se considera a Andrei como un hombre instruido y benevolente y un famoso coleccionista de libros, que enriquecía su colección de sus viajes en el extranjero. También fue visto como un buen esposo y hombre de familia. Se casó con la actriz Violeta Andrei.

## Carrera político
Andrei fue nombrado por primera vez Subjefe de la Sección Internacional del Comité Central y se le animó a desarrollar vínculos con gobiernos y movimientos comunistas extranjeros en todo el mundo. Luego, en abril de 1972, se convirtió en Secretario de Relaciones Exteriores del Comité Central y en noviembre de 1974, pasó a ser miembro de la Oficina Permanente del Comité Ejecutivo Político de Rumania. El 8 de marzo de 1978 fue finalmente nombrado Ministro de Asuntos Exteriores. Como ministro, Andrei intentó bajar la influencia de la Unión Soviética en Rumanía al orientar su política exterior hacia los países en desarrollo de la ASEAN de Indonesia, Malasia, Singapur y Tailandia, al tiempo que mejora el intercambio comercial, económico y educativo con los países africanos de Guinea, Gabón, Angola, Zambia, Mozambique, Burundi, Sudán y Zaire, que también diversificaron las importaciones de energía de Rumania. Durante los años en el régimen de Ceaușescu, fue el consejero personal del hijo menor del dictador, Nicu Ceaușescu. His term as the Minister of Foreign Affairs ended on 11 de noviembre de 1985 cuando, según los informes, fue despedido por la primera dama  Elena Ceaușescu, que posteriormente nombró a Ilie Văduva para que se hiciera cargo. Posteriormente, Andrei fue nombrado secretario del Comité Central encargado de asuntos económicos.
Después de la Revolución rumana de 1989, fue arrestado y sentenciado por el Tribunal Militar Rumano a dos años y diez meses de prisión por apoyar el aplastamiento sangriento de la rebelión. Cumplió parte de su condena en el hospital de la prisión de Jilava.
Andrei murió el 31 de agosto de 2014 en Snagov a la edad de 83 años.